# (32795) 1989 WA3
(32795) 1989 WA3 est un astéroïde de la ceinture principale d'astéroïdes découvert en 1989.

## Description
(32795) 1989 WA3 a été découvert le 21 novembre 1989 à l'observatoire Gekko, situé à Shizuoka (Japon), par Yoshiaki Ōshima.

### Caractéristiques orbitales
L'orbite de cet astéroïde est caractérisée par un demi-grand axe de 3,18 ua, un périhélie de 2,48 ua, une excentricité de 0,22 et une inclinaison de 18,20° par rapport à l'écliptique. Du fait de ces caractéristiques, à savoir un demi-grand axe compris entre 2 et 3,2 ua et un périhélie supérieur à 1,666 ua, il est classé, selon la JPL Small-Body Database, comme objet de la ceinture principale d'astéroïdes.

### Caractéristiques physiques
(32795) 1989 WA3 a une magnitude absolue (H) de 14,3 et un albédo estimé à 0,081.